# Todo lo invisible
Todo lo invisible es una película mexicana de comedia dramática de 2020 dirigida por Mariana Chenillo y escrita por Chenillo y Ari Brickman. Protagonizada por Ari Brickman, Bárbara Mori y José María de Tavira. Se estrenó a nivel internacional en el 18° Festival Internacional de Cine de Morelia donde estuvo nominada a Mejor Largometraje Mexicano.

## Sinopsis
Tras sufrir un accidente automovilístico, un reputado dentista acaba ciego. Jonas tendrá que adaptarse donde las circunstancias le llevarán a descubrir otros caminos, hasta ahora insospechados, para poder seguir adelante.

## Elenco
Los actores que participan en esta película son:
- Ari Brickman como Jonás
- Bárbara Mori como Amanda
- José María de Tavira como Saúl
- Daniela Schmidt como Flor
- Tomás Owen como Víctor
- Melissa Rovira como Julia
- Romina Soto como Roberta
- Paloma Woolrich como Inés
- Delia Casanova como Socorro
- Diana Lein como abogada automotriz
- Fermín Martínez como taxista bigotudo
- Giovani Florido como responsable de siniestros
- Mildred Motta como recepcionista del hotel
- Alejandro Lago como ejecutivo del Banco
- Paola Flores como Juanita
- Angélica Vera Cruz como chica de la farmacia

## Lanzamiento
La película tuvo su estreno internacional el 31 de octubre de 2020, en el 18° Festival Internacional de Cine de Morelia. Se estrenó comercialmente el 22 de abril de 2021 en cines mexicanos.

## Recepción
Kevin de León de Tomatazos elogia las actuaciones del elenco principal, destacando a Ari Brickman quien logra transmitir adecuadamente las emociones de sus personajes y hacernos empatizar con él. También destaca el desarrollo del guion, que se aleja de los clichés del tema de la ceguera, y en cambio decide construir más sobre los personajes y el conflicto que enfrentan. Por otro lado, Ricardo Gallegos de La Estatuilla reconoce el nivel actoral de la película, pero critica el guion por no abordar correctamente los temas planteados al inicio, lo que convierte a la producción en un entretenimiento más.

### Reconocimientos
| Año  | Premio / Festival                         | Categoría                   | Recipiente       | Resultado | Árbitro. |
| ---- | ----------------------------------------- | --------------------------- | ---------------- | --------- | -------- |
| 2020 | Festival Internacional de Cine de Morelia | Mejor Largometraje Mexicano | Mariana Chenillo | Nominado  | [ 12 ]   |